# 219861 Robertdecker
219861 Robertdecker è un asteroide della fascia principale. Scoperto nel 2002, presenta un'orbita caratterizzata da un semiasse maggiore pari a 2,848315 UA e da un'eccentricità di 0,074734, inclinata di 3,068742° rispetto all'eclittica.